# Marie Anne Tellegen

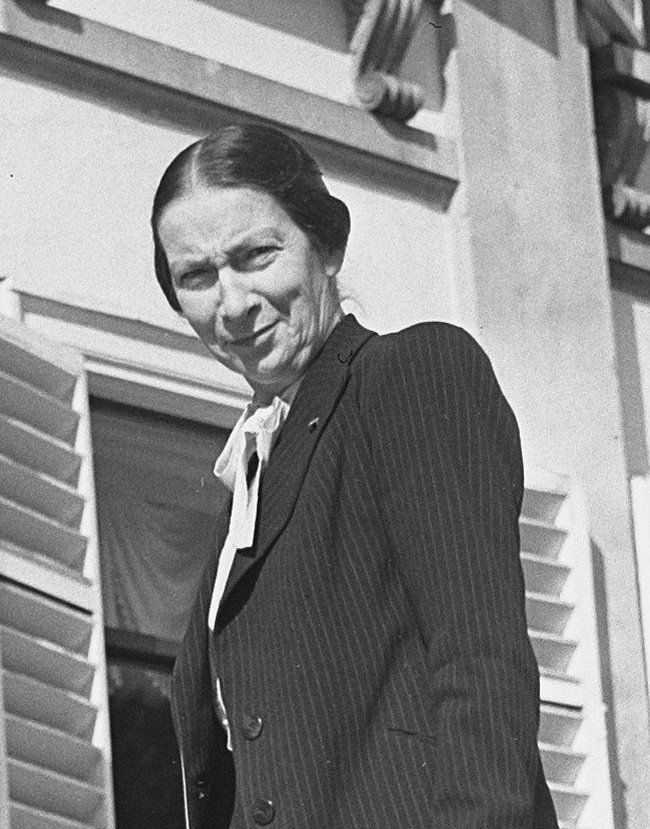
Anne Marie Tellegen (1952)

Tellegen auf einem Gemälde von Jeanne Bieruma Oosting (1973)

Marie Anne Tellegen (* 30. Dezember 1893 in Arnhem; † 23. April 1976 in Amsterdam) war eine niederländische Juristin, Frauenrechtlerin und Widerstandskämpferin. Von 1945 bis 1959 war sie Direktorin des Kabinetts der Königin.

## Biographie

### Familie und Ausbildung
Marie Anne Tellegen war die Tochter von Jan Willem Cornelis Tellegen (1859–1921), Direktor der Stadtwerke und ab 1915 Bürgermeister von Amsterdam, und von Alida Johanna Jacoba Fock. Sie war eins von fünf Kindern der Familie. 1914 begann sie ein Jurastudium an der Universität Utrecht. Sie arbeitete bei der Studentenzeitschrift Vox Studiosorum und war auch in der Theatergruppe der Utrechtsche Vrouwelijke Studenten Vereeniging aktiv. 1920 schloss sie ihr Studium mit der Promotion ab.
Neben Studium und Beruf interessierte sich Tellegen für Literatur. In jungen Jahren war sie eng mit der Schriftstellerin und Philosophin Carry van Bruggen befreundet, die für eine individualistische Lebens- und Denkweise von Frauen eintrat. Durch van Bruggen kam Marie Anne Tellegen in Kontakt mit dem Kreis um die Wochenzeitung De Nieuwe Amsterdammer und lernte den Schriftsteller Frans Coenen kennen, der auch Direktor des Amsterdamer Museums Willet-Holthuyzen war. Die beiden hatten bis 1931 eine Liebesbeziehung, ohne zusammenzuleben oder zu heiraten.

### Beruf und soziales Engagement
Anne Marie Tellegen schlug eine Beamtenlaufbahn ein, zunächst in der Verwaltung der Provinz Utrecht: „In dieser Zeit entwickelte sie sich zu der angesehenen ‚Juffrouw Tellegen‘, die ihren eigenen Weg ging und nicht mit sich spaßen ließ. Zeitgenossen beschreiben sie als hochgewachsene Person von aristokratischer Erscheinung. Wenn sie auch eine Bohemienne war, konnte sie steif und offiziell wirken. Andererseits war es ihre Angewohnheit, ihre Besucher zu Hause liegend auf dem Sofa zu empfangen.“ Ab 1924 leitete sie in der Provinzverwaltung das Amt für Soziales und Statistik.
Nach der Beendigung ihrer Beziehung zu Coenen wandte sich Tellegen verstärkt der Frauenbewegung und dem Feminismus zu, auch unter dem Eindruck der politischen Angriffe auf das Recht der Frauen auf Arbeit. So wurde vom zuständigen Sozialminister Carl Romme ein Gesetzesentwurf eingebracht, dass wegen der hohen Arbeitslosigkeit in Folge der Weltwirtschaftskrise verheirateten und liierten (Originaltext: „in concubinaat“) Frauen die Arbeit gegen Lohn verboten werden sollte. Es entstand eine Protestbewegung, die nahezu alle politischen und beruflichen Frauenverbände der Niederlande vereinte. 1934 wurde Tellegen Präsidentin der Vereeniging voor Vrouwen met Academische Opleiding (VVAO) (Vereinigung für Frauen mit akademischer Ausbildung) und übernahm weitere Funktionen in Frauengremien und -verbänden. Sie wurde zu einer der Leitfiguren der niederländischen Frauenbewegung. Im Februar 1938 leitete sie die zentrale Protestversammlung gegen das Gesetz von Romme im Amsterdamer Concertgebouw. In einem Bericht in den Economisch-Statistische Berichten wies sie zudem nach, dass das Gesetz, das ihrer Meinung nach ohnehin rechtswidrig war, nur eine kleine Zahl von Frauen betreffen würde. Daraufhin lehnte der Hoge Raad van Arbeid den Gesetzesentwurf ab.

### Unter deutscher Besatzung
Unter der deutschen Besatzung wurde Cornelis van Ravenswaay, Mitglied der NSB, im April 1942 neuer Bürgermeister von Utrecht und Anne Marie Tellegen nach einem Gespräch mit ihm entlassen. Fortan engagierte sie sich im Widerstand, und ihr Haus in der Maliebaan 72, das sich in Utrecht in Nachbarschaft zum Sitz des deutschen SD und weiteren NS-Behörden befand, wurde ein wichtiger Treffpunkt.
Tellegen engagierte sich im Utrechts Kindercomité zur Unterbringung jüdischer Kinder und bei der Untergrundzeitung Vrij Nederland. Im Februar 1944 wurde sie, die unter dem Pseudonym „Dr. Max“ (zusammengesetzt aus ihren Initialen und einem „x“ für „unbekannt“) agierte, gebeten, der Leitung der Widerstandsgruppe Nationaal Comité van Verzet (Nationales Widerstandskomitee) beizutreten. In dieser Funktion spielte sie eine wesentliche Rolle bei der Organisation des Streiks der niederländischen Eisenbahner im September 1944. Wenige Monate danach tauchte sie in Amsterdam unter, einen Tag bevor ihr Haus in Utrecht von den Deutschen durchsucht wurde.
Als die Befreiung von der Besatzung in Sicht war, drängte Anne Marie Tellegen auf einen Zusammenschluss der Frauenorganisationen. Frauen sollte am Wiederaufbau des Landes mitwirken und Vorschläge für ihre Gleichberechtigung machen. Ihre Initiative führte zur 1944 zur Gründung des Nederlandsch Vrouwen Comité (Niederländisches Frauenkomitee).

### Im Kabinett der Königin

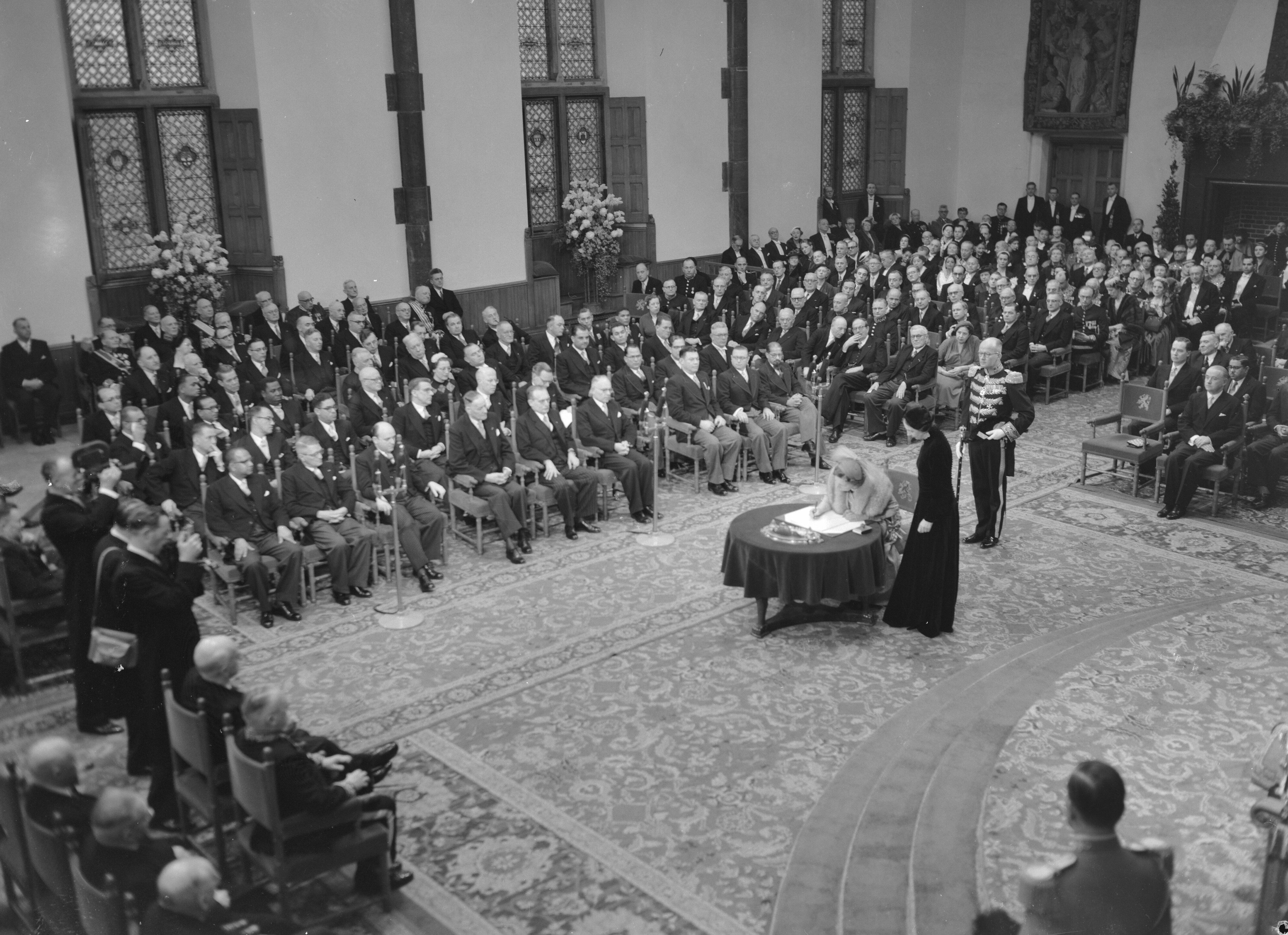
Königin Juliana unterschreibt am 15. Dezember 1954 die Acte van Bevestigung (Bestätigung) zur Verfassung des Landes, rechts neben ihr Marie Anne Tellegen

Anfang Juli 1945 wurde Anne Maire Tellegen auf Vorschlag mehrerer Mitglieder des ehemaligen Widerstandes von Königin Wilhelmina empfangen und am 15. Oktober 1945 zur Direktorin des Kabinetts der Königin ernannt. Dies wurde als Zeichen des Aufbruchs und der Erneuerung gewertet, weil die Königin durch diese Ernennung Angehörige der alten Eliten überging. Dies erregte Unmut, weil Tellegen weder von Adel und noch dazu eine Frau war. Zusätzlichen Widerstand erregte ihr entschiedenes Auftreten, das ihr aber auch Respekt einbrachte. Königin Wilhelmina nannte sie „einen harten Brocken“. Die Beziehung zu deren Tochter, Königin Juliana, die am 4. September 1948 die Nachfolge antrat, war weniger formell. Telegen schrieb Briefe an Juliana, in denen sie die Königin mit „Liebe J.“ oder „Lieber Chef“ ansprach.
Tellegen organisierte die Zeremonie im Paleis op de Dam, bei der Indonesien am 27. Dezember 1949 in die Unabhängigkeit entlassen wurde. Dabei erschien sie prominent auf Fotos und in der Wochenschau, was zu Fragen führte, ob sie nicht zu viel Einfluss habe. Der Historiker Loe de Jong vermutete, dass Tellegen 1952 die Königin in ihrem Wunsch beeinflusste habe, den deutschen Kriegsverbrecher Willy Lages zu begnadigen und seine Verurteilung zum Tode in eine lebenslange Haftstrafe umzuwandeln. In der Presse erschien ein Artikel mit der Überschrift: „Haben die Niederlande eine ungekrönte Königin?“
Weiterhin engagierte sich Tellegen in Frauenfragen. Am 21. Oktober 1945 wurde sie Ehrenvorsitzende der wiedergegründeten VVAO, und sie sah das Nederlandsch Vrouwen Comité als elitäre Vorhut aller niederländischen Frauen an. Sie regte an, dass es etwa in Delegationen mindestens eine Frau geben solle, wie etwa bei der ersten Generalversammlung der Vereinten Nationen. Auch wirkte sie hinter den Kulissen, um Frauen in bestimmte Positionen zu bringen.
Am 1. Juli 1959 ging Marie Anne Tellegen in Ruhestand, in dem sie sich dem Werk der Schriftstellerin Belle van Zuylen aus dem 18. Jahrhundert widmete. Sie starb 1976 im Alter von 82 Jahren.
Die Soziologin Jolande Withuis, die 2017 ein Buch über Königin Juliana veröffentlichte, sagte über Marie Anne Tellegen: „Sie war eine liberale, frei denkende und individualistische Intellektuelle. […] Tellegens Leben illustriert, dass Frauen, die eine Position im öffentlichen Leben innehaben, egal wie hoch, immer noch als Angehörige ihres Geschlechts angesehen werden. Als unverheiratete, intelligente Frau ohne weibliches Verhalten wurde Tellegen als ‚unheimlich‘ und ‚maskulin‘ empfunden.“

## Auszeichnungen und Ehrungen (Auswahl)
Marie Anne Tellegen hatte neben ihren offiziellen Ämtern zahlreiche ehrenamtliche Funktionen inne. Sie wurde mehrfach für ihre Aktivitäten geehrt. So wurde sie 1945 Ehrenvorsitzende der VVAO und 1956 Ehrenpräsidenten des Nederlands Vrouwen Comité. Am 27. Juni 1952 wurde sie zum Ritter des Ordens vom Niederländischen Löwen ernannt, am 7. April 1952 mit der US-amerikanischen Medal of Freedom mit silberner Palme geehrt. Am 2. Juli 1959 wurde sie Großoffizier des Ordens von Oranien-Nassau. In Frankreich wurde sie zum Kommandeur der Ehrenlegion ernannt.
Am 3. Oktober 2008 wurde am ehemaligen Wohnhaus von Tellegen, Maliebaan 72 in Utrecht, von Bürgermeister Aleid Wolfsen eine Gedenkplakette angebracht. Im Januar 2014 richtete die VVAO die Stiftung Marie Anne Tellegen ein, die die Stellung von Frauen auf dem Arbeitsmarkt unterstützen soll.